# Smrečiny
Smrečiny nebo Smrečinský vrch (polsky Smreczyński Wierch, 2068 m n. m.) je hora v Západních Tatrách na slovensko-polské státní hranici. Nachází se v hlavním hřebeni mezi Veľkou Kamenistou (2127 m), která je oddělena Hlinským sedlem (1913 m), a Poľskou Tomanovou (1977 m), která je oddělena Smrečinským sedlem (1799 m). Severozápadním směrem vybíhá z hory rozsocha zvaná Skrajny Smerczyński Grzbiet, další rozsocha pojmenovaná Pośredni Smerczyński Grzbiet vybíhá stejným směrem z hřebene mezi vrcholem a Smrečinským sedlem. Též na jihovýchod je vysunut krátký výběžek, který je sevřen mezi Hlinský žľab a Široký žľab.

## Přístup
- vrchol se nachází mimo značené turistické trasy, tudíž dle pravidel TANAPu není přístupný

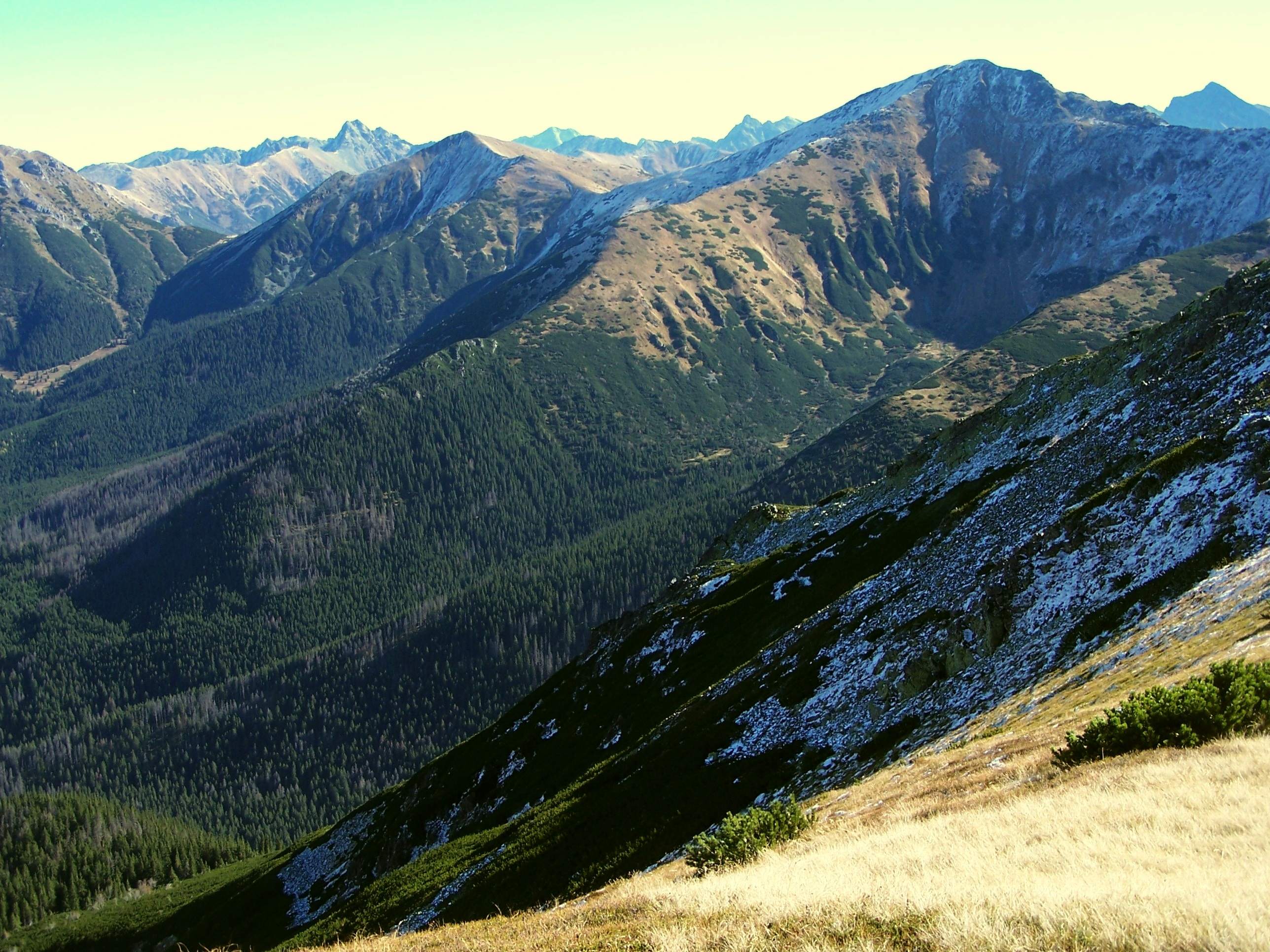
Smrečiny vpravo